# Olekszandr Valerijovics Zubkov
Olekszandr Valerijovics Zubkov (ukránul: Олександр Валерійович Зубков; Makijivka, 1996. augusztus 3. –) ukrán válogatott labdarúgó, középpályás, csatár, a Trabzonspor játékosa.

## Pályafutása

### Klubcsapatokban
Zubkov az ukrán Sahtar Doneck akadémiáján nevelkedett. Tagja volt a 2014–2015-ös UEFA Ifjúsági Liga döntőjében szereplő U19-es csapatnak. Az ukrán élvonalban egy Zorja Luhanszk elleni bajnokin debütált 2016 májusában. A 2018-2019-es szezonban kölcsönben a szintén ukrán élvonalbeli FK Mariupol játékosa volt, amelynek színeiben huszonegy bajnoki mérkőzésen hét gólt szerzett.

#### Ferencváros
2019 májusában a Ferencvárosi TC vette kölcsön a következő szezon végéig.
2019. július 10-én a Bajnokok Ligája-selejtező első körében a bolgár Ludogorec együttese elleni első mérkőzésén ő szerezte a győztes gólt (2–1).
A bajnoki címet szerző Ferencvárosban 28 bajnoki mérkőzésen kilencszer volt eredményes és hat gólpasszt jegyzett a 2019-2020-as idény során. 2020 júniusában a magyar csapat végleg megvásárolta a játékjogát a Sahtartól.
2021. október 27-én a Magyar Kupa 4. fordulójában a Tököl VSK ellen 7–0-ra megnyert mérkőzésen 2 gólt szerzett.
Három idényben háromszor bajnok és egyszer magyar kupagyőztes lett. Összesen 110 (ebből 73 bajnoki) mérkőzésen játszott, 19 (ebből 15 bajnoki) gólt szerzett és 23 (ebből 12 bajnoki) gólpasszt adott. 2020–21-es idényben a Bajnokok Ligája menetelésben is fontos szerepe volt: 7 meccsen (2 selejtezőn és 5 csoportmérkőzésen) lépett pályára.

#### Sahtar Doneck
2022. október 5-én gólt szerzett a Real Madrid elleni idegenbeli Bajnokok Ligája csoportmérkőzésen. Október 11-én újra eredményes volt, a varsói Lengyel Hadsereg Stadionban játszott Bajnokok Ligája-csoportmérkőzésen (1–1) gólt fejelt a Real Madrid ellen.

#### Trabzonspor
2025. február 3-án a török élvonalban szereplő Trabzonsporhoz igazolt.

### A válogatottban
Többszörös ukrán utánpótlás válogatott, tagja volt a 2015-ös U19-es labdarúgó-Európa-bajnokságon szereplő ukrán csapatnak is, a torna során két gólt szerzett. A felnőtt válogatottban 2020. október 7-én debütált egy Franciaország elleni felkészülési mérkőzésen.
Első gólját a 10. válogatottságán szerezte: az Észak-Írország ellen 1–0-ra megnyert barátságos mérkőzés 10. percében fejelte. 2021 júniusában részt vett az Európa-bajnokságon. A Hollandia elleni, 3-2-re elvesztett első csoportmérkőzésen a kezdőcsapatban kapott helyet, azonban vádlisérülés miatt a 13. percben le kellett cserélni.
2022. szeptember 24-én Jerevánban az Örményország ellen 5–0-ra megnyert Nemzetek Ligája mérkőzésen gólt lőtt és 2 gólpasszt adott.

## Statisztika

### Klubcsapatokban
2023. augusztus 14-én frissítve.
| Klub                | Szezon         | Bajnokság                 | Bajnokság     | Bajnokság | Országos kupa | Országos kupa | Nemzetközi kupa | Nemzetközi kupa | Összesen      | Összesen |
| Klub                | Szezon         | Bajnokság                 | Pályára lépés | Gól       | Pályára lépés | Gól           | Pályára lépés   | Gól             | Pályára lépés | Gól      |
| ------------------- | -------------- | ------------------------- | ------------- | --------- | ------------- | ------------- | --------------- | --------------- | ------------- | -------- |
| Sahtar Doneck       | 2015–16        | Ukrán labdarúgó-bajnokság | 1             | 0         | 1             | 0             | 0               | 0               | 2             | 0        |
| Sahtar Doneck       | 2016-17        | Ukrán labdarúgó-bajnokság | 8             | 0         | 2             | 0             | 0               | 0               | 10            | 0        |
| Sahtar Doneck       | 2017-18        | Ukrán labdarúgó-bajnokság | 8             | 0         | 1             | 0             | 1               | 0               | 10            | 0        |
| Sahtar Doneck       | Összesen       | Összesen                  | 17            | 0         | 4             | 0             | 1               | 0               | 22            | 0        |
| Mariupol kölcsönben | 2018–19        | Ukrán labdarúgó-bajnokság | 22            | 8         | 0             | 0             | 0               | 0               | 22            | 8        |
| Mariupol kölcsönben | Összesen       | Összesen                  | 22            | 8         | 0             | 0             | 0               | 0               | 22            | 8        |
| Ferencváros         | 2019–20        | NB I                      | 28            | 9         | 0             | 0             | 14              | 1               | 42            | 10       |
| Ferencváros         | 2020–21        | NB I                      | 25            | 5         | 2             | 1             | 7               | 0               | 34            | 6        |
| Ferencváros         | 2021–22        | NB I                      | 20            | 1         | 3             | 2             | 11              | 0               | 34            | 3        |
| Ferencváros         | Összesen       | Összesen                  | 73            | 15        | 5             | 3             | 32              | 1               | 110           | 19       |
| Sahtar Doneck       | 2022–23        | Ukrán labdarúgó-bajnokság | 17            | 5         | 0             | 0             | 9               | 2               | 26            | 7        |
| Sahtar Doneck       | 2023–24        | Ukrán labdarúgó-bajnokság | 3             | 0         | 0             | 0             | 0               | 0               | 3             | 0        |
| Sahtar Doneck       | Összesen       | Összesen                  | 20            | 5         | 0             | 0             | 9               | 2               | 29            | 7        |
| Karrier összes      | Karrier összes | Karrier összes            | 132           | 28        | 9             | 3             | 42              | 3               | 183           | 34       |

1. ↑  Mérkőzése(i) a Bajnokok Ligájában:  Bajnokok Ligája selejtező: 2 mérkőzés, Bajnokok Ligája csoportkör: 5 mérkőzés
2. ↑  Mérkőzése(i) a Bajnokok Ligájában

### A válogatottban
2024. június 21-i állapot alapján lett frissítve.
| Ukrajna  | Ukrajna         | Ukrajna |
| Év       | Pályára lépések | Gólok   |
| -------- | --------------- | ------- |
| 2020     | 5               | 0       |
| 2021     | 13              | 1       |
| 2022     | 6               | 1       |
| 2023     | 5               | 0       |
| 2024     | 5               | 0       |
| Összesen | 34              | 2       |

### Mérkőzései az ukrán válogatottban
megjegyzés Az eredmények az ukrán válogatott szemszögéből értendők.
| #   | Dátum                | Helyszín                                    | Ellenfél            | Eredmény | Kiírás                             | Gólok | Esemény |
| --- | -------------------- | ------------------------------------------- | ------------------- | -------- | ---------------------------------- | ----- | ------- |
| 1.  | 2020. október 7.     | Saint-Denis, Stade de France                | Franciaország       | 1 – 7    | barátságos mérkőzés                | -     | 71'     |
| 2.  | 2020. október 10.    | Kijev, Olimpiai Stadion                     | Németország         | 1 – 2    | Nemzetek Ligája                    | -     | 69'     |
| 3.  | 2020. október 13.    | Kijev, Olimpiai Stadion                     | Spanyolország       | 1 – 0    | Nemzetek Ligája                    | -     | 65'     |
| 4.  | 2020. november 11.   | Chorzów, Stadion Śląski                     | Lengyelország       | 0 – 2    | barátságos mérkőzés                | -     | 46'     |
| 5.  | 2020. november 14.   | Lipcse, Red Bull Arena                      | Németország         | 1 – 3    | Nemzetek Ligája                    | -     | 75'     |
| 6.  | 2021. március 24.    | Saint-Denis, Stade de France                | Franciaország       | 1 – 1    | Világbajnoki selejtező             | -     | 86'     |
| 7.  | 2021. március 28.    | Kijev, Olimpiai Stadion                     | Finnország          | 1 – 1    | Világbajnoki selejtező             | -     | 58'     |
| 8.  | 2021. március 31.    | Kijev, Olimpiai Stadion                     | Kazahsztán          | 1 – 1    | Világbajnoki selejtező             | -     | 67'     |
| 9.  | 2021. május 23.      | Harkiv, Metaliszt stadion                   | Bahrein             | 1 – 1    | barátságos mérkőzés                | -     | 46'     |
| 10. | 2021. június 3.      | Dnyipro, Dnipro-Arena                       | Észak-Írország      | 1 – 0    | barátságos mérkőzés                | 10'   | 46'     |
| 11. | 2021. június 7.      | Harkiv, Metaliszt stadion                   | Ciprus              | 4 – 0    | barátságos mérkőzés                | -     | 46'     |
| 12. | 2021. június 13.     | Amszterdam, Johan Cruijff Arena             | Hollandia           | 2 – 3    | 2020-as labdarúgó-Európa-bajnokság | -     | 12'     |
| 13. | 2021. szeptember 4.  | Kijev, Olimpiai Stadion                     | Franciaország       | 1 – 1    | Világbajnoki selejtező             | -     | 90+3'   |
| 14. | 2021. szeptember 8.  | Plzeň, Doosan Arena                         | Csehország          | 1 – 1    | barátságos mérkőzés                | -     | 65'     |
| 15. | 2021. október 9.     | Helsinki, Olimpiai Stadion                  | Finnország          | 2 – 1    | Világbajnoki selejtező             | -     | 77'     |
| 16. | 2021. október 12.    | Lviv, Aréna Lviv                            | Bosznia-Hercegovina | 1 – 1    | Világbajnoki selejtező             | -     | 82'     |
| 17. | 2021. november 11.   | Odessza, Csernomorec Stadion                | Bulgária            | 1 – 1    | Vb-selejtező                       | -     | 61'     |
| 18. | 2021. november 16.   | Zenica, Bilino Polje                        | Bosznia-Hercegovina | 2 – 0    | Vb-selejtező                       | -     | 75'     |
| 19. | 2022. június 1.      | Glasgow, Hampden Park                       | Skócia              | 3 – 1    | Vb-selejtező                       | -     | 79'     |
| 20. | 2022. június 8.      | Dublin, Aviva Stadion                       | Írország            | 1 – 0    | Nemzetek Ligája                    | -     | 46'     |
| 21. | 2022. június 11.     | Łódź, ŁKS Stadion                           | Örményország        | 3 – 0    | Nemzetek Ligája                    | -     | 77'     |
| 22. | 2022. szeptember 21. | Glasgow, Hampden Park                       | Skócia              | 0 – 3    | Nemzetek Ligája                    | -     | 83'     |
| 23. | 2022. szeptember 24. | Jereván, Vazgen Sargsyan Republican Stadion | Örményország        | 5 – 0    | Nemzetek Ligája                    | 57'   | 71'     |
| 24. | 2022. szeptember 27. | Krakkó, Stadion MKS Cracovia                | Skócia              | 0 – 0    | Nemzetek Ligája                    | -     | 87'     |

## Sikerei, díjai
Sahtar Doneck U19
- UEFA Ifjúsági Liga döntős (1): 2014–15

 Sahtar Doneck
- Ukrán bajnok (3): 2016–17, 2017–18, 2022–23
- Ukrán kupagyőztes (3): 2016, 2017, 2018

 Ferencvárosi TC
- Magyar bajnok (3): 2019–20,[15] 2020–21,[16] 2021–22[17]
- Magyar kupagyőztes (1): 2022[18]